# Nationaal park Lusaka
Het nationaal park Lusaka is een nationaal park in Zambia. Het park ligt ten zuidoosten van de hoofdstad Lusaka. Het werd opgericht in 2011 en is daarmee het nieuwste nationale park van Zambia. Het is ook het kleinste nationale park met een oppervlakte van 67,15 km². Het park werd opgericht op het gebied van een voormalig bosreservaat en is volledig omheind. 